# Sede titolare di Nisibi dei Caldei
Nisibi dei Caldei (in latino Nisibena Chaldaeorum) è una sede titolare della Chiesa cattolica.

## Storia
Nisibi è un'antica sede metropolitana della Chiesa d'Oriente, comunemente chiamata Chiesa nestoriana. Corrisponde all'odierna città turca di Nusaybin, nel sud-est del Paese.
Nisibi dei Caldei è annoverata tra le sedi arcivescovili titolari della Chiesa cattolica; la sede è vacante dal 7 dicembre 2024.

## Cronotassi degli arcivescovi titolari
- Elie-Joseph Khayatt † (22 aprile 1895 - 13 luglio 1900 nominato arcieparca di Kirkuk)
- Hormisdas Étienne Djibri † (18 agosto 1902 - 31 luglio 1917 nominato arcieparca di Kirkuk)
- Thomas Michel Bidawid † (24 agosto 1970 - 29 marzo 1971 deceduto)
- Gabriel Koda † (14 dicembre 1977 - marzo 1992 deceduto)
- Jacques Ishaq † (21 dicembre 2005 - 22 giugno 2023 deceduto)
- George Jacob Koovakad (25 ottobre 2024 - 7 dicembre 2024 nominato cardinale diacono di Sant'Antonio di Padova a Circonvallazione Appia)